# Michael McQuillan
Michael Liam McQuillan é um matemático escocês, especialista em geometria algébrica. É professor da Universidade de Roma Tor Vergata.

## Formação e carreira
Michael McQuillan obteve um doutorado em 1992 na Universidade Harvard, orientado por Barry Mazur, com a tese "Division points on semi-Abelian varieties".
Recebeu o Prêmio EMS de 2000 e o Prêmio Whitehead de 2001. Foi palestrante convidado do Congresso Internacional de Matemáticos em Pequim (2002: Integrating {\displaystyle \partial {\bar {\partial }}}). Recebeu o Prêmio Whittaker de 2001.